# Genre type

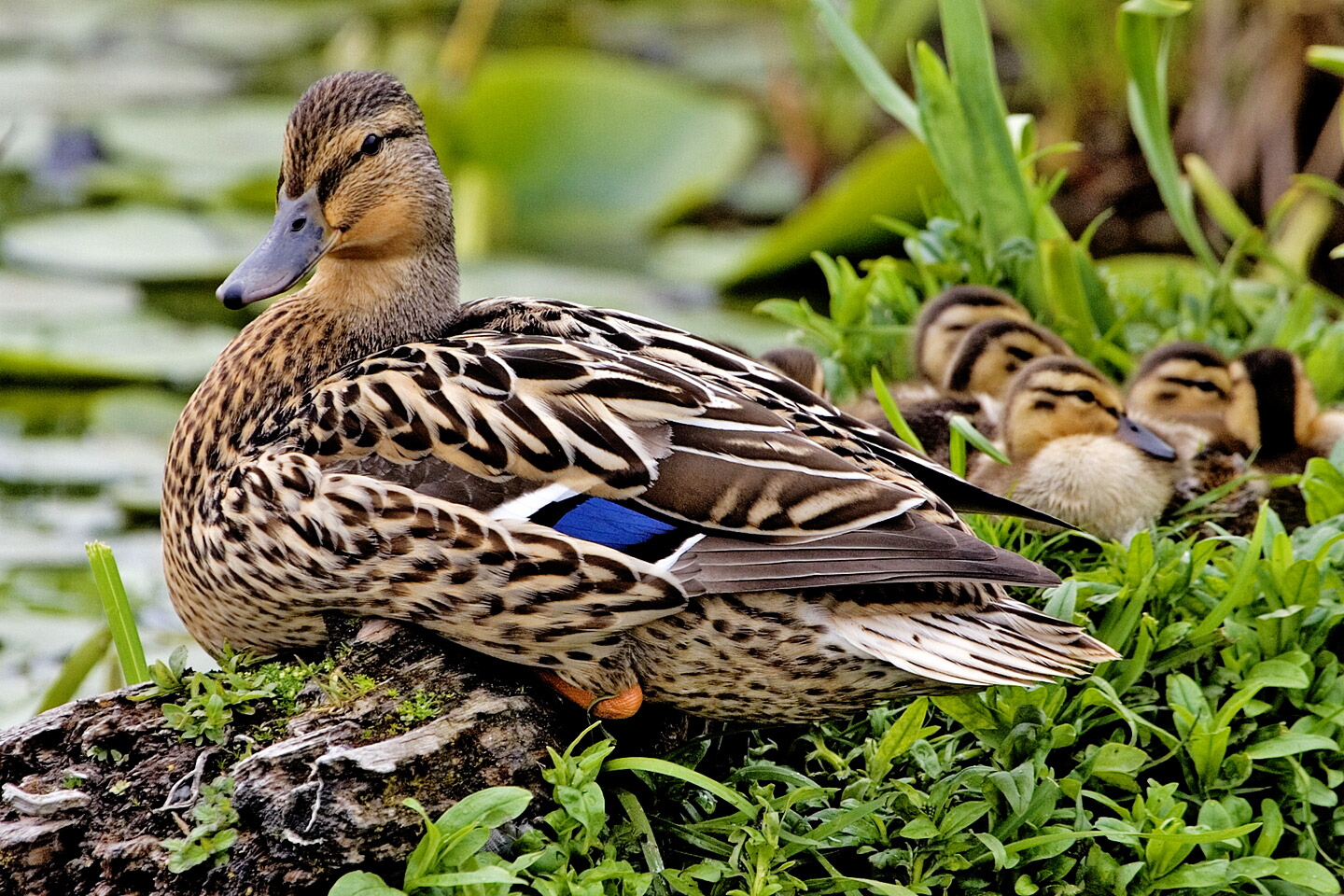
Une femelle de Canard colvert (Anas platyrhynchos) et ses canetons. Anas est le genre type de la famille des Anatidae.

En biologie, et plus particulièrement en zoologie, on appelle genre type le genre qui a été utilisé pour dénommer une famille en lui fournissant le radical de son nom.

## Nomenclature zoologique
Selon le Code international de nomenclature zoologique, « Le type porte-nom d'un taxon nominal du niveau famille est un genre nominal appelé le "genre type". Le nom du niveau famille est fondé sur le nom du genre type. ».
Tout taxon du rang famille doit avoir un genre type, de même que tout taxon du rang genre doit avoir une espèce type. Par ailleurs, toute espèce doit avoir un ou plusieurs spécimens types. Un nom de famille est formé en ajoutant au radical du nom de genre le suffixe -idae. Par exemple, le nom de la famille des Cricetidae a pour genre type le genre Cricetus Leske, 1779.

## Nomenclature botanique
En nomenclature botanique, l'expression « genre type » est utilisée de manière non officielle, par commodité. Cette expression n'a aucun statut dans le Code international de nomenclature pour les algues, les champignons et les plantes. Le Code utilise des spécimens types pour les rangs inférieurs ou égaux à la famille, tandis que les types sont optionnels pour les rangs supérieurs. Le Code ne qualifie pas le genre contenant le spécimen type de « genre type ».
Par exemple, « Poa est le genre type de la famille des Poaceae et de l'ordre des Poales » n'est qu'une façon de dire que les noms Poaceae et Poales sont construits à partir du nom générique Poa.